# 戴燕
戴燕（又稱下戴燕）是印度尼西亞西加里曼丹省上侯縣下轄的一個鎮，位於上侯縣西南部。印尼最長河流卡普阿斯河流經此鎮，跨越卡普阿斯河的印尼第二長橋樑戴燕大橋座落此鎮。

## 歷史
戴燕的歷史起源於戴燕王國的建立，戴燕王國由離開丹戎布拉王國的建立，是Prabu Brawijaya的兒子之一。

## 行政區劃
戴燕下轄15個村：
1. Balai Ingin村
2. Beginjan村
3. Cempedak村
4. Emberas村
5. Kawat村
6. Lalang村
7. Melugai村
8. Pedalaman村
9. 北戴燕島村
10. Sebemban村
11. Sejotang村
12. 蘇巴村
13. Sungai Jaman村
14. Tanjung Bunut村
15. Tebang Benua村